# Скалли, Пэт
Патрик Джозеф «Пэт» Скалли (англ. Patrick Joseph "Pat" Scully; род. 23 июня 1970, Дублин) — ирландский футбольный тренер и бывший футболист.
Будучи центральным защитником, Скалли начал свою карьеру в Англии, сыграл один матч за сборную Ирландии, две игры за вторую сборную, один матч за команду до 23 лет и девять за U-21. Под конец карьеры вернулся в Ирландию.

## Игровая карьера
Карьеру игрока он начал в лондонском «Арсенале», где выступал за молодёжную команду, выиграл молодёжный кубок Англии 1988 года. После аренд в «Престон Норт Энд» и «Нортгемптон Таун» в январе 1991 года он подписал контракт с «Саутенд Юнайтед», так и не сыграв ни одного матча за первую команду «Арсенала». Тем не менее, будучи игроком «Арсенала», в 1988 году он дебютировал за сборную Ирландии в товарищеском матче против Туниса.
В течение трёх лет Скалли регулярно играл в «Саутенде», выступал один сезон вместе со Стэном Коллимором. В марте 1994 года он перешёл в «Хаддерсфилд Таун». Через месяц после перехода он принял участие в финале Трофея Футбольной лиги, где «Хаддерсфилд» проиграл в серии пенальти «Суонси Сити» со счётом 3:1 (Скалли единственный реализовал свой удар). Он стал ключевой фигурой в центре обороны команды Нила Уорнока и помог «терьерам» повыситься в классе в сезоне 1994/95.
В 1996 году он вернулся в Ирландию, присоединившись к «Шелбурну». Скалли стал капитаном команды, он демонстрировал хорошую игру в защите, часто исполнял штрафные удары и забивал важные голы для «Шелбурна».
Забив 11 голов в следующем сезоне, он стал игроком месяца в сентябре 1997 года и завершил сезон в статусе футболиста года в Ирландии.
В июне 2001 года он подписал контракт с «Шемрок Роверс». Он дебютировал 12 августа в игре с «Брей Уондерерс» и забил свой первый гол в матче против «Дандолка» 18 января 2002 года. Скалли был капитаном «Роверс» в течение того сезона. Он сформировал партнёрство в обороне с Терри Палмером, который позже стал капитаном клуба. Скалли привёл «Роверс» к финалу кубка Ирландии в том сезоне, хотя решающий матч с минимальным счётом выиграл «Дерри Сити».
Затем, не сойдясь во взглядах с тренером Лиамом Бакли, он был выставлен на трансфер. Его последняя игра за клуб состоялась 23 ноября 2002 года.
После 55 матчей (в том числе два в еврокубках) и двух голов Скалли перешёл в «Дроэда Юнайтед». Он дебютировал в матче против «Роверс» 11 апреля 2003 года и играл за клуб один сезон перед уходом со спорта.
Он становился игроком года в «Саутенде», «Хаддерсфилде» и «Шелбурне». После окончания карьеры Скалли некоторое время работал в такси Дублина.

## Тренерская карьера
В 2005 году руководство «Килкенни Сити» предложило ему начать в клубе свою тренерскую карьеру. Скалли возглавил малоизвестный клуб Первого дивизиона на один сезон.
Несмотря на то, что сезон начался нехорошо для Скалли и «Килкенни», клуб наверстал во второй половине сезона, но в итоге упустил место в плей-офф за повышение.
Работа Скалли в качестве тренера «Килкенни» вызвала интерес «Шемрок Роверс», который подвергся массовой реструктуризации со времён выступлений Скалли. Ушли старые члены совета директоров, которых заменило объединение болельщиков, оно и спасло клуб от упадка.
В конце сезона 2005 года новое руководство уволило тренера «Роверс» Родди Коллинза, при нём клуб впервые в своей истории вылетел из высшей лиги. Вскоре после увольнения Коллинза «Роверс» предложили Скалли возглавить клуб.
Скалли был назначен тренером «Роверс» и сразу же начал чистить игровой состав. Он привёл нескольких игроков из «Килкенни», многие другие пришли из «Килдэр Каунти» и других клубов Первого дивизиона.
Обновлённый «Шемрок Роверс» начал свой первый сезон в Первом дивизионе с волевой победы со счётом 2:1 над «Дандолком». Клуб в конечном итоге выиграл Первый дивизион, сыграв последний матч сезона вничью 1:1 с «Ков Рамблерс».
Скалли зарекомендовал себя как многообещающий тренер, выиграв трофей Первого дивизиона с первой попытки. «Роверс» завершил сезон 2007 года на пятой позиции. Молодая команда сдала в финальной части чемпионата, и шанс на еврокубки был упущен, но, несмотря на это, сезон прошёл позитивно.
14 октября 2008 года контракт Скалли с «Шемрок Роверс» был расторгнут по обоюдному согласию. На сайте клуба появилось сообщение: «„Шэмрок Роверс“ и Пэт Скалли взаимно согласились немедленно расторгнуть контракт. Клуб благодарен Пэту за то, что он достиг и пожелал ему здоровья».
25 марта 2009 года клуб Первого дивизиона «Лимерик» объявил, что Скалли должен занять вакантное место тренера. Скалли сказал: «Встретив совет директоров, я был очень впечатлён их планами на будущее „Лимерика“, и я с нетерпением жду возможности сыграть свою роль в качестве тренера в будущем успехе клуба».
В сентябре 2011 года его контракт был продлён на два года. В октябре 2012 года Скалли выиграла свой второй титул Первого дивизиона.
В ноябре 2012 года Скалли был уволен из «Лимерика».

## Скандалы
Период работы Скалли с «Роверс» прошёл не без скандалов. Скалли — бескомпромиссный профессионал, который очень строг и ожидает, что его игроки будут следовать его модели, как на поле, так и вне поля. Ссоры с некоторыми игроками «Роверс» привели к падению результатов команды в середине сезона 2006 года.
Однако самый крупный скандал в его тренерской карьере разгорелся из-за телевизионного интервью. В августе 2006 года, выступая в качестве аналитика на телеканале TV3 в Eircom League Weekly, Скалли заметил, что правила лиги должны быть ужесточены, чтобы футбольные дела не доходили до суда. Футбольная ассоциация Ирландии негативно восприняла эту критику и оштрафовала Скалли на 5000 евро, снизив в итоге штраф до 2000 евро. Скалли пригрозил уйти из футбола, но конфликт был улажен, когда совет директоров «Роверс» предложил заплатить штраф от его имени.
В сезоне 2008 года также было несколько проблем. В июне отношения тренеров и игроков были не на лучшем уровне. По слухам, Скалли поссорился с Барри Мерфи, Гером О’Брайеном и Стивеном Райсом из-за их вызова в сборную Ирландии до 23 лет. Это привело к тому, что Райс попросил выставить себя на трансфер, в конечном счёте его отправили в молодёжный состав. 21 июля 2008 года Райс вернулась на матч с «Сент-Патрикс Атлетик».
Его отношения с другими игроками команды также ухудшились после ссор с Десси Бейкером и Барри Фергюсоном в течение того же периода.